# صريصات
صريصات قرية سوريّة تتبع إداريّاً لمحافظة حلب منطقة جرابلس ناحية مركز جرابلس، بلغ تعداد سكانها 1,517 نسمة حسب التعداد السكاني لعام 2004.